# Kolarstwo na Island Games 2011
Wyścigi kolarskie na Island Games 2011 odbyły w dniach 26 – 28 czerwca i 30 czerwca – 1 lipca 2011 roku w mieście Ventnor, na Military Road oraz Cheverton Farm w Shorwell na wyspie Wight. Wzięło w nich udział 385 zawodników.

## Kalendarz
| F | Finał |

| Data → Konkurencja ↓                                     | Pon 26 | Wto 27 | Śro 28 | Pią 30 | Sob 1 |
| -------------------------------------------------------- | ------ | ------ | ------ | ------ | ----- |
| Indywidualne kryterium uliczne mężczyzn (centrum miasta) | F      |        |        |        |       |
| Indywidualne kryterium uliczne kobiet (centrum miasta)   | F      |        |        |        |       |
| Indywidualny wyścig ze startu wspólnego mężczyzn         |        |        | F      |        |       |
| Indywidualny wyścig ze startu wspólnego kobiet           |        |        | F      |        |       |
| Jazda indywidualna na czas mężczyzn                      |        |        |        | F      |       |
| Jazda indywidualna na czas kobiet                        |        |        |        | F      |       |
| Drużynowe kryterium uliczne mężczyzn (centrum miasta)    | F      |        |        |        |       |
| Drużynowe kryterium uliczne kobiet (centrum miasta)      | F      |        |        |        |       |
| Drużynowy wyścig ze startu wspólnego mężczyzn            |        |        | F      |        |       |
| Drużynowy wyścig ze startu wspólnego kobiet              |        |        | F      |        |       |
| Jazda drużynowa na czas mężczyzn                         |        |        |        | F      |       |
| Jazda drużynowa na czas kobiet                           |        |        |        | F      |       |
| Indywidualne kryterium górskie mężczyzn                  |        | F      |        |        |       |
| Indywidualne kryterium górskie kobiet                    |        | F      |        |        |       |
| Indywidualna jazda przełajowa górska mężczyzn            |        |        |        |        | F     |
| Indywidualna jazda przełajowa górska kobiet              |        |        |        |        | F     |
| Drużynowa jazda przełajowa górska mężczyzn               |        |        |        |        | F     |
| Drużynowa jazda przełajowa górska kobiet                 |        |        |        |        | F     |

## Medaliści

### Mężczyźni
| Konkurencja:                                    | Złoto:                                                                                     | Czas                                                                                       | Srebro:                                                                                          | Czas                                                                                             | Brąz:                                                                                                  | Czas                                                                                                   |
| Kolarstwo szosowe                               |                                                                                            |                                                                                            |                                                                                                  |                                                                                                  | | |
| Indywidualne kryterium uliczne (centrum miasta) | Tobyn Horton                                                                               | 1:04:47                                                                                    | Greg Mansell                                                                                     | 1:04:51                                                                                          | Indrek Rannama                                                                                         | s.t.                                                                                                   |
| Indywidualny wyścig ze startu wspólnego         | Mihkel Räim                                                                                | 03:05:13                                                                                   | James McLaughlin                                                                                 | s.t.                                                                                             | Andrew Roche                                                                                           | 03:05:19                                                                                               |
| Jazda indywidualna na czas                      | Andrew Roche                                                                               | 00:58:21                                                                                   | James McLaughlin                                                                                 | 00:58:47                                                                                         | Nic Hutchings                                                                                          | 1:00:01                                                                                                |
| Drużynowe kryterium uliczne                     | Wyspa Man · Graeme Hatcher · Aaron Livsey · Colum O'shea · Andrew Roche · Christian Varley | Wyspa Man · Graeme Hatcher · Aaron Livsey · Colum O'shea · Andrew Roche · Christian Varley | Guernsey · Daniel Arblaster · Joshua Gosselin · Tobyn Horton · James McLaughlin · Matthew Osborn | Guernsey · Daniel Arblaster · Joshua Gosselin · Tobyn Horton · James McLaughlin · Matthew Osborn | Sarema Endrik Puntso, Rigo Räim, Indrek Rannama                                                        | Sarema Endrik Puntso, Rigo Räim, Indrek Rannama                                                        |
| Drużynowy wyścig ze startu wspólnego            | Wyspa Man · Graeme Hatcher · Aaron Livsey · Colum O'shea · Andrew Roche · Christian Varley | Wyspa Man · Graeme Hatcher · Aaron Livsey · Colum O'shea · Andrew Roche · Christian Varley | Guernsey · Daniel Arblaster · Joshua Gosselin · Tobyn Horton · James McLaughlin · Matthew Osborn | Guernsey · Daniel Arblaster · Joshua Gosselin · Tobyn Horton · James McLaughlin · Matthew Osborn | Sarema Jörgen Matt Endrik Puntso Mihkel Räim Rigo Räim Indrek Rannama                                  | Sarema Jörgen Matt Endrik Puntso Mihkel Räim Rigo Räim Indrek Rannama                                  |
| Jazda drużynowa na czas                         | Wyspa Man · Graeme Hatcher · Aaron Livsey · Colum O'shea · Andrew Roche · Christian Varley | Wyspa Man · Graeme Hatcher · Aaron Livsey · Colum O'shea · Andrew Roche · Christian Varley | Guernsey · Daniel Arblaster · Joshua Gosselin · Tobyn Horton · James McLaughlin · Matthew Osborn | Guernsey · Daniel Arblaster · Joshua Gosselin · Tobyn Horton · James McLaughlin · Matthew Osborn | Wight Simon Ambrosini James Ebdon Nic Hutchings Kieran Page Matthew Tibbutt Sean Williams              | Wight Simon Ambrosini James Ebdon Nic Hutchings Kieran Page Matthew Tibbutt Sean Williams              |
| Kolarstwo górskie                               |                                                                                            |                                                                                            |                                                                                                  |                                                                                                  | | |
| Indywidualne kryterium górskie                  | Rob Smart                                                                                  | Rob Smart                                                                                  | James Roe                                                                                        | James Roe                                                                                        | Andrew Colver                                                                                          | Andrew Colver                                                                                          |
| Indywidualna jazda przełajowa górska            | Rob Smart                                                                                  | 01:19:20                                                                                   | Elliot Baxter                                                                                    | 01:21:30                                                                                         | Diego Escudero Escriba                                                                                 | 01:23:07                                                                                               |
| Drużynowa jazda przełajowa górska               | Guernsey · Andrew Colver · James Roe · Michael Serafin · Danny Shaw · Rob Smart            | Guernsey · Andrew Colver · James Roe · Michael Serafin · Danny Shaw · Rob Smart            | Wyspa Man · Elliot Baxter · Paul Kneen · Graeme Saunders · Robert Sorby                          | Wyspa Man · Elliot Baxter · Paul Kneen · Graeme Saunders · Robert Sorby                          | Minorka Bosco Domingo Diego Escudero Escriba Guillem Genestar Xavier Mascaró Mercadal Alfredo Portella | Minorka Bosco Domingo Diego Escudero Escriba Guillem Genestar Xavier Mascaró Mercadal Alfredo Portella |

### Kobiety
| Konkurencja:                                    | Złoto:                                                    | Czas                                                      | Srebro:                                                          | Czas                                                             | Brąz:                                                 | Czas                                                  |
| Kolarstwo szosowe                               |                                                           |                                                           |                                                                  |                                                                  |                                                       |                                                       |
| Indywidualne kryterium uliczne (centrum miasta) | Ann Bowditch                                              | 39:41                                                     | Laura Wasley                                                     | s.t.                                                             | Kim Ashton                                            | s.t.                                                  |
| Indywidualny wyścig ze startu wspólnego         | Kim Ashton                                                | 02:10:58                                                  | Ruth Moll                                                        | 02:11:02                                                         | Ann Bowditch                                          | s.t.                                                  |
| Jazda indywidualna na czas                      | Christine Mclean                                          | 47:40                                                     | Sue Townsend                                                     | 47:46                                                            | Karina Bowie                                          | 48:10                                                 |
| Drużynowe kryterium uliczne                     | Guernsey · Ann Bowditch · Karina Bowie · Sam Herridge     | Guernsey · Ann Bowditch · Karina Bowie · Sam Herridge     | Wyspa Man · Alison Clague · Mary Mason · Laura Wasley            | Wyspa Man · Alison Clague · Mary Mason · Laura Wasley            | Jersey · Kim Ashton · Jo Le Cocq · Sue Townsend       | Jersey · Kim Ashton · Jo Le Cocq · Sue Townsend       |
| Drużynowy wyścig ze startu wspólnego            | Jersey · Kim Ashton · Jo Le Cocq · Sue Townsend           | Jersey · Kim Ashton · Jo Le Cocq · Sue Townsend           | Guernsey · Ann Bowditch · Karina Bowie · Sam Herridge            | Guernsey · Ann Bowditch · Karina Bowie · Sam Herridge            | Wyspa Man · Alison Clague · Mary Mason · Laura Wasley | Wyspa Man · Alison Clague · Mary Mason · Laura Wasley |
| Jazda drużynowa na czas                         | Jersey · Kim Ashton · Jo Le Cocq · Sue Townsend           | 01:36:19                                                  | Guernsey · Ann Bowditch · Karina Bowie                           | 01:37:37                                                         | Wyspa Man · Alison Clague · Mary Mason · Laura Wasley | 01:41:11                                              |
| Kolarstwo górskie                               |                                                           |                                                           |                                                                  |                                                                  |                                                       |                                                       |
| Indywidualne kryterium górskie                  | Ruth Moll                                                 | Ruth Moll                                                 | Ann Bowditch                                                     | Ann Bowditch                                                     | Jacqui Fletcher                                       | Jacqui Fletcher                                       |
| Indywidualna jazda przełajowa górska            | Ruth Moll                                                 | 57:39                                                     | Jacqui Fletcher                                                  | 01:00:40                                                         | Ann Bowditch                                          | 01:01:49                                              |
| Drużynowa jazda przełajowa górska               | Wyspa Man · Jacqui Fletcher · Julie Lyness · Nikki Sharpe | Wyspa Man · Jacqui Fletcher · Julie Lyness · Nikki Sharpe | Guernsey · Ann Bowditch · Frances Middleton · Carol-Anne Stapley | Guernsey · Ann Bowditch · Frances Middleton · Carol-Anne Stapley |                                                       |                                                       |

## Tabela medalowa
Tabela medalowa przedstawiała się następująco:
| Klasyfikacja medalowa |           |       |        |      |       |
| Lp.                   | Kraj      | złoto | srebro | brąz | razem |
| 1.                    | Guernsey  | 6     | 10     | 4    | 20    |
| 2.                    | Wyspa Man | 5     | 5      | 4    | 14    |
| 3.                    | Jersey    | 3     | 2      | 2    | 7     |
| 4.                    | Minorka   | 2     | 1      | 2    | 5     |
| 5.                    | Sarema    | 1     | 0      | 3    | 4     |
| 6.                    | Szetlandy | 1     | 0      | 0    | 1     |
| 7.                    | Wight     | 0     | 0      | 2    | 2     |
|                       | Razem     | 18    | 18     | 17   | 53    |